# Quận Rockingham, North Carolina
Quận Rockingham là một quận nằm ở tiểu bang Bắc Carolina. Tại thời điểm năm 2000, quận có dân số 91,928 người. Quận lỵ đóng ở Wentworth6.
Quận được lập ngày năm 1785 từ quận Guilford. Quận được đặt tên theo Charles Watson-Wentworth, 2nd Marquess of Rockingham.

## Địa lý
Theo Cục điều tra dân số Hoa Kỳ, quận có tổng diện tích 572 dặm Anh vuông (1.482 km²), trong đó, 566 dặm Anh vuông (1.467 km²) là diện tích đất và 6 dặm Anh vuông (15 km²) trong tổng diện tích (1,03%) là diện tích mặt nước.
Sông Dan và sông Haw chảy qua quận này.

### Các thị trấn
Quận được chia thành nhiều cộng đồng: Huntsville, Eden, Madison, Mayodan, Stoneville, Shiloh, Bethany, Reidsville, Ruffin, Monroeton, và Wentworth.

### Các quận giáp ranh
- Quận Pittsylvania, Virginia - Đông bắc
- Quận Caswell, Bắc Carolina - Đông
- Quận Guilford, Bắc Carolina - Nam
- Quận Alamance, Bắc Carolina - Đông nam
- Quận Stokes, Bắc Carolina - Tây
- Quận Henry, Virginia - Tây bắc

## Thông tin nhân khẩu
Theo cuộc điều tra dân số2 tiến hành năm 2000, quận này có dân số 91.928 người, 36.989 hộ, và 26.188 gia đình sinh sống trong quận này. Mật độ dân số là 162 người trên mỗi dặm Anh vuông (63/km²). Đã có 40.208 đơn vị nhà ở với một mật độ bình quân là 71 trên mỗi dặm Anh vuông (27/km²).  Cơ cấu chủng tộc của dân cư sinh sống tại quận này gồm 77,33% người da trắng, 19,57% người da đen hoặc người Mỹ gốc Phi, 0,27% người thổ dân châu Mỹ, 0,28% người gốc châu Á, 0,04% người các đảo Thái Bình Dương, 1,69% từ các chủng tộc khác, và 0,83% từ hai hay nhiều chủng tộc.  3,07% dân số là người Hispanic hoặc người Latin thuộc bất cứ chủng tộc nào.
Có 36,989 hộ trong đó có 30,10% có con cái dưới tuổi 18 sống chung với họ, 53,60% là những cặp kết hôn sinh sống với nhau, 12,80% có một chủ hộ là nữ không có chồng sống cùng, và 29,20% là không gia đình. 25,70% trong tất cả các hộ gồm các cá nhân và 10,80% có người sinh sống một mình và có độ tuổi 65 tuổi hay già hơn.  Quy mô trung bình của hộ là 2,45 còn quy mô trung bình của gia đình là 2,93,
Phân bố độ tuổi của cư dân sinh sống trong huyện là 23,40% dưới độ tuổi 18, 7,60% từ 18 đến 24, 29,40% từ 25 đến 44, 24,80% từ 45 đến 64, và 14,80% người có độ tuổi 65 tuổi hay già hơn.  Độ tuổi trung bình là 38 tuổi. Cứ mỗi 100 nữ giới thì có 93,30 nam giới. Cứ mỗi 100 nữ giới có độ tuổi 18 và lớn hơn thì, có 89,80 nam giới.
Thu nhập bình quân của một hộ ở quận này là $33.784, và thu nhập bình quân của một gia đình ở quận này là $40.821, Nam giới có thu nhập bình quân $30.479 so với mức thu nhập $22.437 đối với nữ giới. Thu nhập bình quân đầu người của quận là $17.120, Khoảng 10,20% gia đình và 12,80% dân số sống dưới ngưỡng nghèo, bao gồm 16,30% những người có độ tuổi 18 và 15,50% là những người 65 tuổi hoặc già hơn.

## Thành phố và thị trấn
- Eden
- Madison
- Mayodan
- Reidsville
- Stoneville
- Wentworth

### Các cộng đồng không hợp nhất
- Ruffin
- Monroeton